# Raimund Mureda
Raimund Mureda (urspr. Raimund Moroder; * 13. August 1908 in St. Ulrich in Gröden; † 28. Januar 1985 ebd.) war ein Südtiroler Bildschnitzer aus Gröden.

## Werdegang
Nach dem Besuch der Kunstschule Gröden und dem Erlernen der Holzbildhauerei bei Hermann Moroder-Lusenberg besuchte Mureda in den Jahren 1930 bis 1935 die Kunstoberschule in Florenz, wo er von Libero Andreotti beeinflusst wurde. Er näherte sich immer stärker den Kunstauffassungen des italienischen Faschismus an, stellte auf den Bozner Kunstbiennalen des faschistischen Künstlersyndikats aus und schuf gemeinsam mit Oswald Moroder Oswald und Raimund Schneefiguren für die Campionati nazionali di sport invernali per Giovani fascisti („Nationale Meisterschaften im Wintersport für die faschistische Jugend“), die vom 18. bis 22. Februar 1938 in Toblach veranstaltet wurden, darunter einen monumentalen Kopf von Mussolini. Muredas Holzplastik Der sterbende Legionär, deren Motivik das altrömische Heeresthema mit Gabriele D’Annunzios Freischärlern aus der Besetzung Fiumes und dem Abessinienkrieg verknüpfte, sicherte ihm den 1. Preis der Bozner Syndikatsausstellung; in der unmittelbar darauf folgenden römischen Ausstellung vom November 1938, die von Dino Alfieri eröffnet und von Mussolini offiziell besucht wurde, wurde Mureda ebenfalls der 1. Preis verliehen, den er aus den Händen von Alessandro Pavolini, dem späteren Minister für Volkskultur des faschistischen Regimes, empfing.
Im Zuge der Südtiroler Option wandte sich Mureda NS-Deutschland zu und siedelte nach München über, wo er 1942/43 die dortige Kunstakademie beim Bildhauer Bernhard Bleeker absolvierte.
Nach Ende des Krieges und seiner Rückkehr nach Südtirol unterrichtete Mureda  jahrzehntelang an der Grödner Kunstschule, die er seit 1957 leitete, und prägte dadurch zahlreiche Südtiroler Künstler. Er gehörte der ehemaligen Grödner Künstlergruppe „L Ruscél“ und dem Südtiroler Künstlerbund an und war Gründungsmitglied des Trägervereins des Museums Gherdëina.

## Werke
- 1934: Madre atesina (Etschländer Mutter), Terracotta-Plastik (1. Preis eines römischen Bildhauerwettbewerbs)
- 1938: Il legionario morente (Der sterbende Legionär), Skulptur (zweimal 1. Preis in Bozen und Rom)
- 1939: Südtiroler Optantenfamilie, Holzfigur
- Auferstehung Christi, Pfarrkirche St. Christina in Gröden, Holzrelief